# Mathildenhöhe
Mathildenhöhe is een UNESCO-werelderfgoedsite in de Duitse stad Darmstadt. De site werd tijdens de 44e sessie van de Commissie voor het Werelderfgoed in juli 2021 in Fuzhou toegevoegd aan de Werelderfgoedlijst. Mathildenhöhe verwijst naar de heuvel waar een kolonie kunstenaars van de jugendstil zich vestigde tussen 1899 en 1914 op uitnodiging van kunstminnaar en mecenas groothertog Ernst Lodewijk van Hessen-Darmstadt. Het gaat om verschillende woningen en bouwwerken, waaronder de Hochzeitsturm (1908), een toren ontworpen door Joseph Maria Olbrich ter herdenking aan het huwelijk tussen Ernst Lodewijk en Eleonore van Solms-Hohensolms-Lich.

## Afbeeldingen

Hochzeitsturm
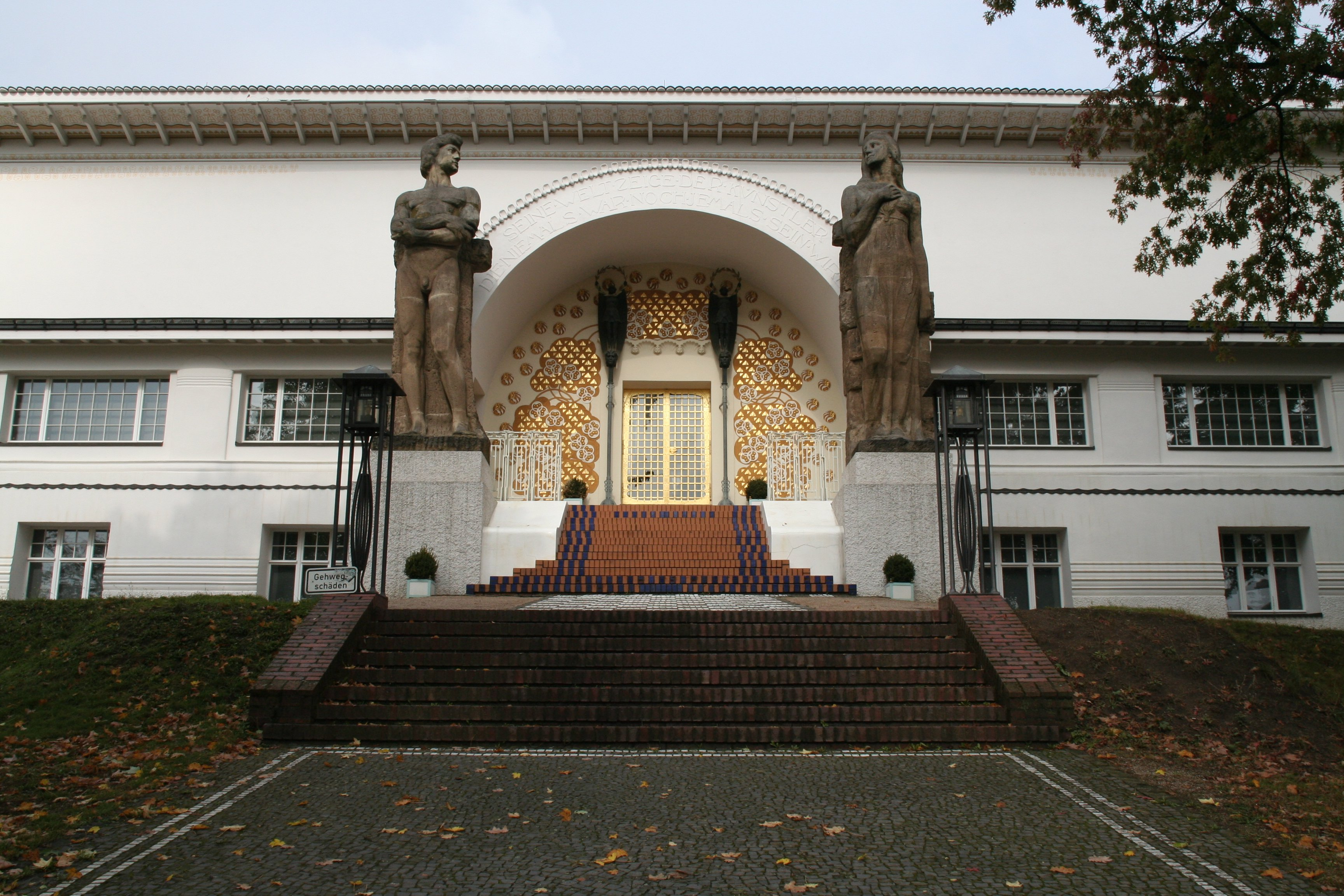
Ernst Ludwig Haus
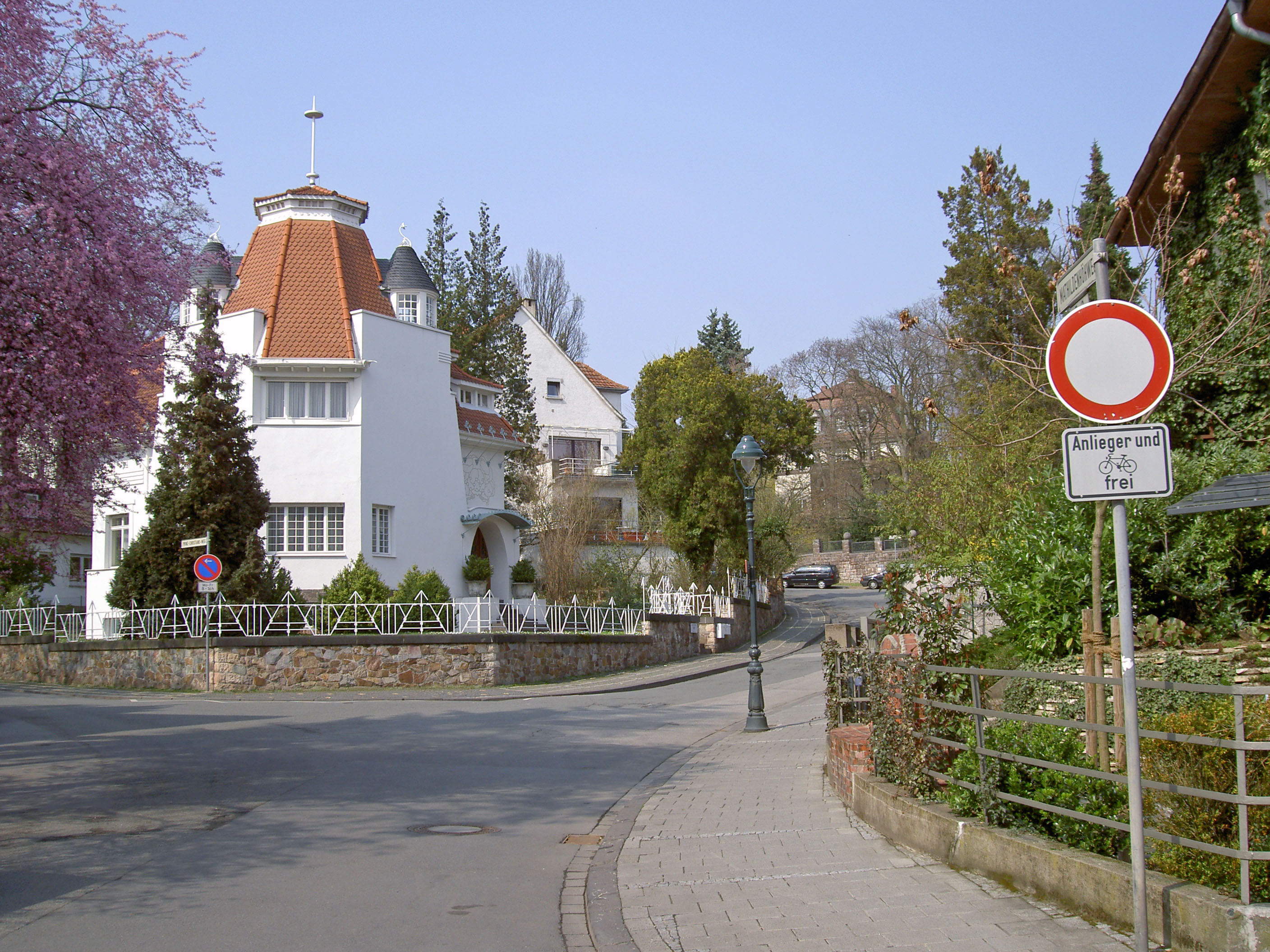
Wilhelm Deiter Haus

Dom van Aken · Abdij en Altenmünster van Lorsch · Slot Augustusburg en slot Falkenlust in Brühl · Bamberg · Bauhaus en zijn sites in Weimar, Dessau en Bernau · Klassiek Weimar · Fagusfabriek · Rammelsbergmijnen en historische stad Goslar · Dom van Keulen · Hanzestad Lübeck · Luthergedenkplaatsen in Eisleben en Wittenberg · Abdij van Maulbronn · Groeve Messel · Fürst-Pückler-Park Bad Muskau · Kloostereiland Reichenau · Museuminsel in Berlijn · Parklandschap Dessau-Wörlitz · Stiftskerk, kasteel en historisch centrum van Quedlinburg · Bedevaartskerk van Wies · Historisch centrum van Regensburg met Stadtamhof · Romeinse monumenten, Dom en Onze-Lieve-Vrouwekerk in Trier · Oude en voorhistorische beukenbossen van de Karpaten en andere regio's van Europa · Paleizen en parken van Potsdam en Berlijn · Michaeliskirche en Dom van Hildesheim · Dom van Speyer · Historisch centrum van Stralsund en Wismar · Stadhuis en Rolandstandbeeld van Bremen · Grenzen van het Romeinse Rijk: Opper-Germaans-Raetische limes · Bovenloop van het Midden-Rijndal · IJzersmelterij van Völklingen · Kasteel Wartburg · Residentie van Würzburg · Kolenmijn en industriecomplex Zeche Zollverein in Essen · Modernistische woonwijken in Berlijn · Waddenzee · Prehistorische paalwoningen in de Alpen · Markgrafelijk Operahuis in Bayreuth · Bergpark Wilhelmshöhe · Karolingisch westwerk en Civitas Corvey · Speicherstadt en het Kontorhausviertel met het Chilehaus in Hamburg · Architecturaal werk van Le Corbusier (Weißenhofsiedlung) · Grotten en kunst uit de ijstijd in de Zwabische Jura · Archeologisch grenslandschap van Hedeby en de Danevirke · Dom van Naumburg ·  Mijnstreek Erzgebirge/Krušnohoří · Waterbeheersysteem van Augsburg · Historische kuuroorden van Europa (Bad Ems, Baden-Baden en Bad Kissingen) · Mathildenhöhe Darmstadt · Grenzen van het Romeinse Rijk - De Neder-Germaanse limes · ShUM-sites van Speyer, Worms en Mainz · Grenzen van het Romeinse Rijk - De Donaulimes (Westelijk gedeelte)  · Joods-middeleeuws erfgoed van Erfurt · Complex van de residentie van Schwerin · Moravische kerknederzettingen (Herrnhut)